# Лімфатичний вузол

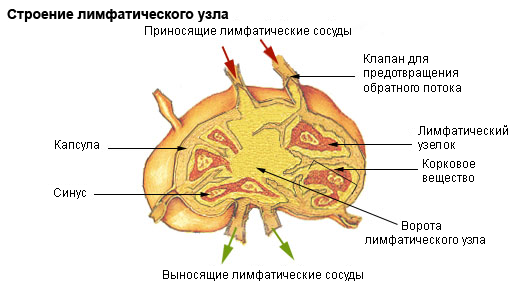
Схема будови лімфатичного вузла

Лімфатичний вузол (лат. nodus lymphaticus) — орган імунної системи, що формується в місцях злиття декількох лімфатичних судин в різних областях організму (на шиї, потилиці, в паховій області) (всього налічується 15 груп лімфовузлів). Лімфатичні вузли містять лімфоцити та інші клітини імунної системи. Лімфатичні вузли є бар'єром інфекції та метастазів злоякісних утворень. Зовнішнім проявом цих процесів є збільшення лімфовузлів.

## Гістологічна будова
Кожен лімфатичний вузол покритий сполучнотканинною капсулою (capsula nodi lymphatici), від якої всередину вузла відходять капсульні трабекули (trabeculae nodi lymphatici). На поверхні вузла є вдавлення — ворота вузла (hilus nodi lymphatici). У соматичних вузлів є одні ворота, у вісцеральних зустрічається 3-4. Через ворота проникають в вузол артерії і нерви, виходять вени і вихідні лімфатичні судини. Від капсули в області воріт відходять у паренхіму вузла воротні трабекули. Воротні і капсулярні трабекули з'єднуються, надаючи лімфатичному вузлу видовжену будову. З капсулою вузла і трабекул пов'язана строма вузла, утворення ретикулярної сполучної тканини, в петлях якої знаходяться клітини крові, головним чином лімфоцити. Ретикулярна тканина і клітини що лежать в її петлях складають паренхіму вузла, яку поділяють на кіркову і мозкову речовини. У кірковій речовині (близькому до капсулі) розташовуються лімфатичні вузлики, чи лімфатичні фолікули (noduli lymphatici чи folliculi lymphatici), що містять переважно імунокомпетентні клітини (В-лімфоцити).
Мозкова речовина представлена м'якушевими тяжами (chordae medullares), які є зоною скупчення В-лімфоцитів, пов'язаних з виробленням гуморального імунітету. Між капсулою трабекул і паренхімою є щілини — лімфатичні синуси (sinus nodi lymphatici). За синусам тече лімфа, що надійшла в лімфатичний вузол. Вона спочатку надходить у крайовий синус (sinus marginalis), що знаходиться під капсулою вузла, в який відкриваються вхідні лімфатичні судини. Далі вона проникає в синуси кіркової і мозкової речовини, а потім у ворітний синус (sinus hilaris) і з нього в вихідні лімфатичні судини. На своєму шляху лімфа проникає через паренхіму вузла і тече по крайовому синусу більш коротким шляхом від вхідних лімфатичних судин до вихідних. Крізь стінки синусів в паренхіму лімфатичного вузла проникають і там накопичуються чужорідні частинки, що піддаються впливу лімфи.
Кожен лімфатичний вузол інтенсивно постачається кров'ю, причому артерії проникають в нього не тільки через ворота, а й через капсулу. Експериментально доведено обмін в лімфатичних вузлах між кров'ю і лімфою.
Умовно виділяють 3 типи лімфатичних вузлів.
Перший тип характеризується тим, що у нього площу кіркової речовини дещо менша площі мозкової. Лімфатичні вузли першого типу швидко та інтенсивно наповнюються рентгеноконтрастною масою.
Лімфатичні вузли другого типу компактні. Вони характеризуються переважанням маси кіркової речовини над мозковою і рентгенологічно повільним і слабким контрастуванням. Транспортна функція таких вузлів мінімальна.
Найчастіше зустрічаються лімфатичні вузли третього типу — проміжні. Маса кіркової і мозкової речовини в них приблизно однакова. Рентгеноконтрастною речовиною вони заповнюються добре. Їх конструкція ефективно забезпечує обробку лімфи і транспортну функцію.
Зазначені варіації лімфатичних вузлів, індивідуальні особливості їх конструкції і відповідно функціональні можливості певною мірою зумовлюють різну виживаність онкологічних хворих. Лімфатичні вузли перебудовуються протягом всього життя, в тому числі у літніх і старих людей. Від юнацького віку (17-21 рік) до літнього (60-75 років) кількість їх зменшується в 1,5 — 2 рази. У міру збільшення віку людини у вузлах, переважно соматичних, відбуваються потовщення капсули і трабекул, збільшення сполучної тканини, заміщення паренхіми жировою тканиною. Такі вузли втрачають свої природні будова і властивості, запустівають і стають непрохідними для лімфи. Число лімфатичних вузлів зменшується і за рахунок зрощення двох вузлів, що лежать поруч, в більший лімфатичний вузол.
З віком змінюється і форма вузлів. У молодому віці переважають вузли округлої і овальної форми, у літніх і старих людей вони як би витягуються в довжину. Таким чином, у літніх і старих людей кількість функціонуючих лімфатичних вузлів зменшується за рахунок їх атрофії і зрощення один з одним, в результаті чого в осіб старшого віку переважають великі лімфатичні вузли.